# Kabupaten Lombok Tengah
Kabupaten Lombok Tengah (engelska: Central Lombok Regency, indonesiska: Kebupatan Lombok Tengah) är ett kabupaten i Indonesien.   Det ligger i provinsen Nusa Tenggara Barat, i den sydvästra delen av landet, 1 100 km öster om huvudstaden Jakarta. Antalet invånare är 860 209. Arean är 1 208 kvadratkilometer. Kabupaten Lombok Tengah ligger på ön Lombok Island.
Terrängen i Kabupaten Lombok Tengah är varierad.